# Олесинский сельский совет (Козовский район)
Олесинский сельский совет (укр. Олесинська сільська рада) — входит в состав
Козовского района
Тернопольской области
Украины.
Административный центр сельского совета находится в 
с. Олесино.

## История
- 1820 — дата образования.

## Населённые пункты совета
- с. Олесино
- с. Урытва